# Північний Синай (губернаторство)
Півні́чний Сина́й (Сіна-еш-Шамалія, араб. شمال سيناء‎) — губернаторство (мухафаза) в Арабській Республіці Єгипет. Адміністративний центр — місто Ель-Аріш.
Населення — 343 681 особа (2006).
Губернаторство розташоване на північному сході країни, в північній частині Синайського півострова, на схід від мухафаз Порт-Саїд, Ісмаїлія і  Суец, на північ від мухафази  Південний Синай. Північну частину мухафази протягом 220 км обмежує Середземне море. Мухафаза має важливе стратегічне значення: впродовж всієї історії вона була бастіоном для відбиття атаки зовнішніх ворогів Єгипту зі сходу. 

## Рельєф
Рельєф мухафази можна умовно розділити на два основних типи. До першого належать прибережні ландшафти, до яких можна віднести і північні рівнини, які примикають до Середземного моря на глибину 20-40 км. Ці землі покриті рівним піщаним ґрунтом. До другого типу відносяться кам'янисті пустельні території, що переважають в центральних областях мухафази, для них характерна наявність гір і плато, між якими розташовуються ваді.

## Населення
Населення мухафази становить 339 752 осіб. З них 86,5% проживають в прибережних районах, в той час як площа всіх прибережних районів складає лише 21,4% від усієї площі провінції. Крім арабів Єгипту, тут проживає значна частка бедуїнів, які ведуть кочовий спосіб життя.

## Найбільші міста
| № | Місто         | Населення, осіб (2006) |
| - | ------------- | ---------------------- |
| 1 | Ель-Аріш      | 137 944                |
| 2 | Рафах         | 31 515                 |
| 3 | Еш-Шейх-Завід | 18 577                 |